# Heterocampa albiplaga
Heterocampa albiplaga är en fjärilsart som beskrevs av Walker 1856. Heterocampa albiplaga ingår i släktet Heterocampa och familjen tandspinnare. Inga underarter finns listade i Catalogue of Life.